# Kiesteich bei Frieda
Der Kiesteich bei Frieda auf der rechten Seite der Werra ist ein Relikt einer Kiesabbaufläche im Eschweger Becken. Nach beendeter Auskiesung entwickelte sich der Bereich zum Lebensraum für Arten die an das Wasser gebunden sind. Wegen der großen Bedeutung als störungsfreies Biotop wurde die Wasserfläche mit den Uferbereichen 1988 zum Naturschutzgebiet erklärt.

## Lage
Das Naturschutzgebiet liegt in der Gemarkung des Ortsteils Frieda der Gemeinde Meinhard im nordhessischen Werra-Meißner-Kreis. Südlich und südöstlich wird es von der Werra begrenzt. Nordwestlich reicht das Schutzgebiet bis an den alten Eisenbahndamm der ehemaligen Werratalbahn neben der Bundesstraße 249. Östlich und westlich grenzen Ackerflächen an das Schutzgebiet. Der Kiesteich bei Frieda befindet sich im Geo-Naturpark Frau-Holle-Land.
Nach der naturräumlichen Gliederung Deutschlands, die auf der Geographischen Landesaufnahme des Instituts für Landeskunde Bad Godesberg basiert, liegt der Kiesteich im Bereich des Unteren Werraberglands (358.1), zwischen der Schwebda–Jestädter Werraaue (358.20) und dem Treffurt-Wanfrieder Werratal (358.1) und geht nach Norden in das Rosoppe-Frieda-Hügelland (358.50) über. Im Süden grenzt das Schutzgebiet an den Schlierbachswald (357.91), der dem Fulda-Werra-Bergland (357) zugerechnet wird. Sie gehören alle zur Haupteinheitengruppe des Osthessischen Berglands (35).

## Natur
Die Wasserfläche des in der Mitte der 1930er Jahre durch Kiesabbau entstandenen Teichs wird von einem Gürtel aus Schilfröhricht und Gehölzen umrahmt. Auf den ehemaligen Äckern um den Teich haben sich mit den Jahren im Verlaufe der Sukzession zunächst artenreiche Gras- und Hochstaudenfluren ausgebildet, die durch den Aufwuchs von Gehölzen in ein Vorwaldstadium übergegangen sind. Der Teich und seine Uferbereiche besitzen, ähnlich wie das nahegelegene Naturschutzgebiet Kiesteich unter der Aue’schen Kugel, eine wichtige Funktion als störungsfreies Brut-, Rast- und Nahrungsgebiet für Wasservögel. Zu den typischen Vogelarten, die am Wasser und in den Baumbeständen nachgewiesen wurden, gehören neben relativ anspruchslosen und häufigen Arten auch seltene Arten, die stark bedroht und gefährdet sind.
Eine große Population der Erdkröte laicht im Kiesteich ab und überwintert im nördlich gelegenen Naturschutzgebiet Eichenberg bei Frieda auf der anderen Straßenseite. Um die Verluste durch den Verkehr zu reduzieren, wurden entlang der neuausgebauten B 249 dauerhafte Barrieren installiert, um die Kröten sowie Frosch- und Molcharten am Überqueren zu hindern. Sie müssen notgedrungen an den Leitbarrieren entlangwandern und gelangen so zu Amphibientunneln, in denen sie gefahrlos die Straße unterqueren können.

## Unterschutzstellung
- Naturschutzgebiet

Der unmittelbar neben der Werra liegende Teich wurde mit Verordnung vom 22. Juli 1988 des Regierungspräsidiums in Kassel als Naturschutzgebiet ausgewiesen, um ihn als Amphibienlaichplatz und als Rast- und Brutgebiet der Wasservögel zu erhalten und zu entwickeln. Die Verordnung trat am Tage nach der Verkündung im Staatsanzeiger für das Land Hessen vom 22. Mai 1989 in Kraft. Das Naturschutzgebiet besitzt eine Größe von 6,6 Hektar, hat die nationale Kennung 1636017 und den WDPA-Code 164089.
- Landschaftsschutzgebiet

Der Kiesteich gehört als ein Teilbereich zu dem im Jahr 1992 ausgewiesenem Landschaftsschutzgebiet „Auenverbund Werra“, in dem die durch Überflutung gekennzeichnete Werraaue als „eine für Hessen typische Flusslandschaft“ erhalten werden soll. Der Schutz dient „insbesondere den im Wechsel von Hoch- und Niedrigwasser geprägten Lebensgemeinschaften entlang der Gewässer“. Das Landschaftsschutzgebiet mit einer Größe von rund 4000 Hektar, hat die Nummer 2636002 und den WDPA-Code 378407.
- Benachbarte Schutzgebiete

Nördlich des Kiesteichs liegt das Fauna-Flora-Habitat-(FFH)Gebiet „Eichenberg bei Frieda“, in dem ein Eichentrockenwald, Waldrandbereiche und extensiv bewirtschafteten Grünlandflächen geschützt werden. Das FFH-Gebiet hat die Gebietsnummer 4826-302 und den WDPA-Code 555520188.

Dem Kiesteich gegenüber, auf der südlichen Seite des Werratals, gehört der bewaldete Höhenzug des Schlierbachswaldes zu einer der vielen Teilflächen des FFH-Gebiets „Werra und Wehretal“, das als wichtigsten Schutzzweck die Sicherung der großen zusammenhängenden Buchenwälder mit dem angrenzenden Grünland als Jagdreviere für das Große Mausohr und die Bechsteinfledermaus zum Ziel hat. Es hat die Gebietsnummer 4825-302 und den WDPA-Code 555520187.

## Besucherhinweis
Das Naturschutzgebiet ist nicht durch Wege erschlossen und die Wasserfläche ist von außen nicht einsehbar.